# Tom Clancy's Splinter Cell (videojuego)
Tom Clancy's Splinter Cell es un exitoso videojuego en 3D de acción-aventura y sigilo de 2002, desarrollado por Ubisoft Montreal con el Unreal Engine 2. Es el primer juego de la saga Splinter Cell juego de la serie aprobado (pero no creado) por el autor Tom Clancy,y narra las actividades del agente estadounidense de la NSA, Sam Fisher. ERl personaje de Sam Fisher es doblado en la versión original por Michael Ironside. Su jefe, Irving Lambert, es doblado por Don Jordan.
El juego está disponible para Windows, Xbox, PlayStation 2, Nintendo GameCube y Mac OS X. Versiones de juego en 2D han sido lanzadas para N-Gage y Game Boy Advance, además de las versiones para móviles de Gameloft.  El éxito de la saga propicio la aparición de una serie de novelas escritas bajo el seudónimo de David Michaels.

## Jugabilidad
El enfoque principal y el sello distintivo de la jugabilidad de Splinter Cell es el sigilo, con un fuerte énfasis en la luz y la oscuridad. Se anima al jugador a moverse a través de las sombras para ocultarse siempre que sea posible. El juego muestra un "medidor de luz" que refleja qué tan visible es el personaje del jugador para los enemigos, y gafas de visión nocturna y térmica para ayudar al jugador a navegar en la oscuridad o el humo / niebla, respectivamente. El medidor de luz funciona incluso cuando las gafas de visión nocturna están activadas, y es posible destruir las luces, reduciendo así las posibilidades de exposición de manera significativa.
Splinter Cell recomienda encarecidamente el uso del sigilo sobre la fuerza bruta. Aunque Sam Fisher suele estar equipado con armas de fuego, lleva munición limitada y no suele tener acceso a munición adicional. El jugador comienza la mayoría de las misiones con un suministro limitado de armas no letales además de las armas de fuego de Fisher, una pistola semiautomática FN Five-seveN con silenciador que se proporciona para cada misión, así como un rifle de asalto FN F2000 con silenciador durante algunas misiones, que incluye una mira telescópica y un lanzador para algunos de los dispositivos no letales como proyectiles de proyectil de anillos aerodinámicos, "amortiguadores pegajosos" y granadas de gas lacrimógeno. El arma puede incluso disparar una cámara que se adhiere a las superficies, lo que permite a Fisher realizar vigilancia de forma encubierta desde un área segura.
La flexibilidad de movimiento es un punto central de Splinter Cell. Fisher puede acercarse sigilosamente a los enemigos por detrás para agarrarlos; permitiendo el interrogatorio, la incapacitación silenciosa o el uso como escudo humano. Fisher es acrobático y físicamente hábil, y tiene una variedad de maniobras que incluyen la capacidad de subirse y trepar por las repisas, colgarse de las tuberías y realizar un "salto dividido" en espacios estrechos para cubrir una pared empinada.

## Trama
La trama transcurre hacia finales de 2004, donde el jugador adopta el rol de Sam Fisher, un exagente vuelto a reclutar por la  Agencia Nacional de Seguridad estadounidense, para trabajar en una subdivisión denominada "Third Echelon". Entonces, Fisher no había "estado en el campo durante años". Fisher debe investigar la misteriosa desaparición de varios oficiales de inteligencia de la CIA en territorio de Georgia, pero pronto se convierte en una misión más complicada.

### Personajes
- Sam Fisher: Es el personaje controlado por el jugador. Es un veterano de las operaciones encubiertas. Es el primer agente en ser reclutado para la célula operativa conocida como Splinter Cell perteneciente a la sub-agencia súper secreta de la NSA.

- Irving Lambert: Es el coordinador de las operaciones del Third Echelon, actúa como nexo entre los agentes, como Fisher, y los equipos de especialistas que monitorean la operación. Provee al jugador de nueva información, objetivos, e instrucciones periódicamente a lo largo de la misión.

- Vernon Wilkes, Jr.: Coordina el transporte y el equipamiento para los agentes de campo. Se encarga de transportar al jugador hasta el punto de inicio de la misión y de recogerle al final de la misma. Muere asesinado por un mercenario ruso en el nivel Kalinatek en las versiones para PC y Xbox, y en el nivel Nuclear Power Plant en la versión para PS2.

- Anna Grimsdóttir: La experta en informática y seguridad de Third Echelon. Ella, al igual que Lambert, contactará con el jugador durante cada misión; por lo general de acuerdo con Lambert.

- Kombayn Nikoladze: El antagonista principal de la historia. Es el presidente de Georgia y quiere derrotar a EU con su poder y recursos. Comienza una guerra tecnológica contra EU antes de esconderse en un búnker por miedo a ser capturado. Muere a manos de Fisher en el nivel Palacio Presidencial.

- Vyacheslav Grinko: Un exoperador soviético Spetsnaz. Es el comandante militar terrorista de Nikoladze. Normalmente trabaja con mercenarios. Muere a manos de Fisher en el nivel Matadero.

- Phillip Masse: Un hacker canadiense. Es el creador de la tecnología detrás del terrorismo de Nikoladze. Muere en el nivel Península de Kola.

- Kong Feirong: Feirong es un ambicioso oficial chino, que está aliado con Nikoladze y casi provoca la III Guerra Mundial. Se suicida en la misión Embajada China.

### Historia
Para su primer encargo como Splinter Cell, Sam Fisher es enviado a Tiflis,  Georgia para investigar la desaparición de dos  agentes de la CIA , Blaustein y Madison. Logra encontrar sus cadáveres. Durante su investigación, Fisher descubre una sistemática campaña de limpieza étnica y el asesinato en masa que se libra contra la vecina población musulmana de Azerbaiyán por el presidente de Georgia Kombayn Nikoladze en un intento de tomar el del país lleno de recursos petrolíferos. Cuando la OTAN interviene en la situación contra Georgia, Nikoladze se esconde en un subterráneo y toma represalias contra los EE. UU. usando avanzados algoritmos de ordenador desarrollados por el  hacker canadiense Phillip Masse causando estragos en la infraestructura electrónica de Estados Unidos. Fisher descubre que una maleta bomba con el nombre en clave "ARCA" ha sido colocada en suelo estadounidense. Fisher consigue acabar con Nikoladze poniendo fin a la crisis de la información y evitando que Georgia detone el ARCA.

## Desarrollo
El juego comenzó a desarrollarse originalmente como un juego de ciencia ficción, tipo James Bond llamado The Drift, que Ubisoft pretendía ser "un asesino de Metal Gear Solid 2". El productor del juego Mathieu Ferland dijo que "Metal Gear Solid fue una gran inspiración para Splinter Cell." El diseñador y escritor del juego Clint Hocking también dijo que Splinter Cell "debe su existencia" a la serie Metal Gear, al tiempo que señaló que también fue influenciado por System Shock, Thief y Deus Ex.
Debido a que el equipo de desarrollo quería crear un videojuego que tuviese una clasificación "Teen (T)" en la escala ESRB, el equipo intentó minimizar el nivel de violencia del juego. La banda sonora del juego fue compuesta por el compositor inglés Michael Richard Plowman.

## Recepción
Tom Clancy's Splinter Cell recibió reseñas positivas desde que salió. Greg Kasavin de Gamespot, dijo que Splinter Cell tiene "los mejores efectos de iluminación vistos en un juego hasta la fecha." IGN también premió al juego por sus gráficos e iluminación. Ambos premiaron al juego por su audio, resaltando que la voz de Michael Ironside como Sam Fisher encaja a la perfección con su rol.
También hubo criticismo sobre el juego. Greg Kasavin dijo que Splinter Cell a veces se reduce a combates frustrantes de ensayo y error. A su vez, Kasavin criticó los videos del juego, diciendo que sus gráficos no están a la par del juego.

### Premios
- E3 2002 Game Critics Awards: Best Action/Adventure Game.[78]
- 3rd Annual Game Developers Choice Awards: Excellence in Writing.[79]
- 6th Annual Interactive Achievement Awards: Console Game of the Year, Outstanding Achievement in Game Play Engineering.[80]
- IGN Best of 2002: Xbox Game of the Year,[81] Xbox Best Graphics.[82]

### Nominaciones
- 3rd Annual Game Developers Choice Awards: Game of the Year, Original Game Character of the Year, Excellence in Game Design, Excellence in Level Design, and Excellence in Programming.[79]
- 6th Annual Interactive Achievement Awards: Innovation in Console Gaming, Outstanding Achievement in Sound Design, Outstanding Achievement in Visual Engineering, and Console Action/Adventure Game of the Year.[80]
- IGN Best of 2002: Overall Game of the Year.[83]